# Amaro Lucano
L'Amaro Lucano è un liquore dolce amaro a base di erbe prodotto dalla Amaro Lucano  S.p.A. a Pisticci Scalo, in provincia di Matera. 
Il motto dell'azienda, che appare nell'etichetta iscritto in una banda tenuta da un'aquila, è Lavoro e Onestà.

## Storia
L'invenzione dell'amaro risale al 1894 ad opera di Pasquale Vena, proprietario dell'omonimo biscottificio nel paese di Pisticci e pasticciere che produceva l'amaro mescolando diverse erbe officinali.
Nel 1900, l'Amaro Lucano ottenne notorietà a livello nazionale, da quando i Vena divennero fornitori ufficiali della reale Casa Savoia, il cui stemma appare sull'etichetta.
L'azienda passò di mano nel 1937, alla morte del fondatore, ai figli Leonardo e Giuseppe Carmine Vena.. Dopo il blocco della produzione durante la seconda guerra mondiale a causa della carenza di materie prime, negli anni '50 l'azienda diventò una realtà industriale, raggiungendo una produzione di 117.000 litri. Nel 1965 viene aperto un nuovo stabilimento nella frazione di Pisticci Scalo.
Negli anni settanta, l'azienda lanciò sul mercato altri prodotti sotto il nome di "Lucano" come le varietà al sambuca, limoncello e caffè, oltre a produrre cioccolatini a base di liquore.

## Riconoscimenti
Nel 2014 l'Amaro Lucano ha ottenuto una medaglia d'oro al San Francisco World Spirits Competition, tre stelle al Superior Taste Award e una medaglia d'argento (medaglia d'oro per il Caffè Lucano) al Concours Mondial de Bruxelles.

## Caratteristiche
L'amaro è un'infusione idroalcolica a base di erbe officinali e zucchero. Si presenta di colore caramello bruno, dal gusto dolce/amaro, con attualmente gradazione alcolica del 28%. Fino qualche anno fa la sua gradazione era del 30%. La ricetta completa con l'elenco di tutte le erbe e le dosi esatte rimane ancora segreta e la preparazione nella sua fase ultima è eseguita a porte chiuse dai membri della famiglia che portano avanti l'azienda.

## Degustazione
Il liquore è utilizzato principalmente come digestivo, si può bere liscio, con ghiaccio o con una scorza di arancia. È altresì indicato come base per cocktail.

## Nella cultura di massa
Lo spot dell'Amaro Lucano venne parodiato nella trasmissione Convenscion dal comico Rocco Barbaro.

## Prodotti della Amaro Lucano SpA
Liquori
- Amaro Lucano
- Limoncello Lucano
- Sambuca Lucano
- Caffè Lucano

Distillati
- Grappamaro
- Brandy Lucano
- Grappa Lucano di Aglianico
- Grappa Lucano di Nero D'Avola
- Grappa Lucano di Negroamaro
- Grappa Lucano di Primitivo
- Grappa Lucano di Cannonau
- Grappa Passione Bianca